# Sveti Vjenceslav
Sveti Vjenceslav, češki Svatý Václav (Prag, 907. – Stara Boleslava, 28. rujna 935.), katolički svetac i češki knez.

## Životopis
Sin je češkog kneza Vratislava I. i njegove žene Dragomire, te unuk svete Ljudmile. Rođen je 907. godine u Pragu. Prvi kršćanski odgoj primio je, od bake Ljudmile, koja je prva češka kršćanska kneginja, krstio ju je osobno sv. Metod. Otac mu je rano umro, kao nasljednik zbog maloljetnosti nije mogao vladati. Umjesto njega vladala je majka Dragomira. Ta žena, doduše pokrštena, ali površna kršćanka, brzo je došla u sukob zbog pobožnoga odgojnog utjecaja Ljudmile na Vjenceslava i običaja koji su tada vladali. Dobra duša sv. Ljudmila, povukla se u dvorac Tetin, no ondje je u noći 16. rujna 921. ubiše dva Dragomirina dvorjanika. 
Vjenceslav je imao u planu što dosljednije uvođenje kršćanstva i kršćanskih običaja u zemlji, a na taj način postati i što neovisniji o utjecaju Njemačkoga Carstva. Dragomira je to pokušavala spriječiti. Svjedoci o načinu Vjenceslavova vladanja jednodušno hvale ne samo njegovu pravednost prema podanicima, već prije svega svetost njegova života. Siromasima je činio dobro, gole je odijevao, gladne hranio, primao putnike po evanđeoskoj riječi. Nije dopuštao da udovicama nanose nepravdu, sve je ljude ljubio, siromahe i bogate; posluživao je one koji služe Bogu, mnoge je crkve ukrašavao.
Čak je kanio vladavinu predati mlađem bratu, poći u Rim i ondje zamoliti papu da može postati redovnik. Zbog toga je posve nerazumljiva zavjera njegovih poganskih velikaša i brata mu Boleslava, koji su ga ubili na vratima crkve. On je bio tako revan kršćanin, da je čak osobno uzgajao vinograd iz kojeg je pripremao vino za Misu. 

## Štovanje
Zbog svojih visokih moralnih kvaliteta i svoje svetosti taj mladi knez postao najpopularniji svetac Češke i kamen temeljac češke državnosti.  Zaštitnik je Češke, Praga, pokrajine Moravske i proizvođača vina i piva.
Svečevo je tijelo kasnije preneseno u katedralu sv. Vida u Pragu. Zanimljivo je, da je Vjenceslav za svoga života prenio relikvije sv. Vida u tu katedralu. Najljepši praški trg nazvan je po njemu "Václavské náměstí". Tamo se nalazi najglasovitiji svečev spomenik, koji ga prikazuje kako jaše na konju okružen kipovima čeških svetaca (sv. Prokopije, sv. Adalbert, sv. Ljudmila i sv. Agneza). Spomendan mu je 28. rujna.